# Jean Carignan
Jean Carignan (Ti-Jean Carignan; * 7. Dezember 1916 in Lévis/Québec; † 16. Februar 1988 in Delson/Québec) war ein kanadischer Fiddle-Spieler und gilt als bedeutendster Vertreter der Celtic Music in Kanada.

## Leben und Wirken
Carignan erlernte in früher Kindheit das Fiddlespiel von seinem Vater und trat bereits fünfjährig als Straßenmusiker in seiner Heimatstadt auf. Nachdem er mit seiner Familie nach Québec gezogen war, erlernte er das Schuhmacherhandwerk, war von 1927 bis 1931 Schüler von Joseph Allard und erlernte das Repertoire des irischen Fiddlers Michael Coleman und des Schotten James Scott Skinner. Er spielte dann fünf Jahre Violine, Klarinette und Saxophon bei George Wade and His Cornhuskers, einer Countryband aus Toronto, mit der er auch Aufnahmen einspielte. Nach seiner Rückkehr nach Québec leitete er bis 1954 die Band der St-André Dance Hall. Bis 1956 spielte er dann im Tanzorchester von Bob Hill, danach beschloss er, nur noch in Konzerten und bei Festivals aufzutreten.
Seit Anfang der 1960er Jahre war sein musikalischer Partner der Folksänger Alan Mills. Mit diesem trat er 1960 in der Carnegie Hall auf und nahm am Newport Folk Festival, dem Winnipeg Folk Festival und dem Mariposa Folk Festival teil. In seinen späteren Jahren war der Pianist und Fiddler Gilles Losier sein Begleiter. Als 1973 eine Holzbüste Carignans des Bildhauers George Morisette in Ascot Corner enthüllt wurde, versammelten sich zu diesem Anlass 400 Fiddler aus ganz Nordamerika. 1974 wurde er als „greatest fiddler in North America“ mit dem Order of Canada ausgezeichnet.
1975 drehte Bernard Gosselin den Dokumentarfilm Jean Carignan, violoneux. In dem Programm Veillée québécoise am Théâtre Maisonneuve in Montreal leitete Carignan 1976 ein Orchester, in dem auch seine Brüder Marcel und Rodolphe spielten. Im gleichen Jahr komponierte André Gagnon für ihn Petit Concerto pour Carignan et orchestre, ein Konzert für Fiddle und Geige, das er 1979 mit Yehudi Menuhin in der CBC-Sendung The Music of Man aufführte.
1978 spielte Carignan in dem Ballett Suite Carignan des Choreographen Brian Macdonald, das Donald Patriquin nach seiner Musik komponiert hatte. Wegen zunehmender Schwerhörigkeit musste er seine musikalische Laufbahn beenden. Das Repertoire Carignans umfasste mehr als 7000 Reels, Jigs und andere Tänze, von denen er zahlreiche auf Platte einspielte. Ein dreiteiliges CD-Set mit 104 1976 aufgenommenen Songs wurde 1998 von Disques Tout Crin und dem Canadian Museum of Civilization veröffentlicht.